# دانهیل رکوردز
دانهیل رکوردز (انگلیسی: Dunhill Records) شرکت نشر موسیقی آمریکایی است، که در سال ۱۹۷۵ تأسیس شد.